# Gerhard Lauke
Gerhard Lauke (nascido em 25 de fevereiro de 1952) é um ex-ciclista alemão que competiu no ciclismo nos Jogos Olímpicos de Verão de 1976.